# Jean Moréas
Jean Moréas, nom de plume d'Ioánnis Adamántiou Papadiamantópoulos (en grec moderne : Ιωάννης Αδαμάντιου Παπαδιαμαντόπουλος), né à Athènes le 3 avril 1856 et mort à Saint-Mandé (Seine) le 30 mars 1910, est un poète symboliste grec d'expression française, naturalisé français par décret en 1910.

## Biographie
Son grand-père Ioánnis Papadiamantópoulos, originaire de Corinthe, participa à la guerre d'indépendance grecque et fut élu à l'Assemblée nationale d'Épidaure en 1822.
Issu d'une famille distinguée d'Athènes,, fils de magistrat, Jean Moréas reçoit une éducation française et vient à Paris en 1875 pour y faire ses études de droit. Il y fréquente les cercles littéraires, notamment les Hydropathes. Il rentre brièvement en Grèce avant de revenir se fixer à Paris vers 1880.
Il publie dans Lutèce et Le Chat noir et fait paraître ses premiers recueils poétiques, Les Syrtes en 1884 et Cantilènes en 1886. D'inspiration verlainienne, ces deux recueils pourraient se rattacher au mouvement décadent si leur auteur ne récusait celui-ci pour revendiquer l'étiquette « symboliste ». Il rejette en effet l'ésotérisme de la poésie décadente ainsi que l'ambiguïté de l'épithète et note que « la critique, puisque sa manie d'étiquetage est incurable, pourrait les appeler plus justement des symbolistes ».
Il développe cette conception dans le « Manifeste littéraire » qu'il publie dans le supplément littéraire du Figaro du 18 septembre 1886, qui fonde le mouvement symboliste en rompant tant avec le décadentisme qu'avec le Parnasse. Le 1er octobre 1886, Jean Moréas fonde en outre une revue, Le Symboliste, avec Paul Adam et Gustave Kahn.
Selon lui, « la poésie symboliste : cherche à vêtir l'Idée d'une forme sensible qui, néanmoins, ne serait pas son but à elle-même, mais qui, tout en servant à exprimer l'Idée, demeurerait sujette, » ce qui suppose « un style archétype et complexe : d'impollués vocables, la période qui s'arcboute alternant avec la période aux défaillances ondulées, les pléonasmes significatifs, les mystérieuses ellipses, l'anacoluthe en suspens, tout trope hardi et multiforme. »
Moréas cherche à passer de la théorie à la pratique avec Les Demoiselles Goubert (1886), écrit en collaboration avec Paul Adam, grand roman symboliste qui connaît un échec complet. Le recueil de poésie Le Pèlerin passionné (1891) suscite une indifférence polie. L'auteur y prend déjà ses distances avec les influences germaniques et scandinaves sensibles dans une partie de l'inspiration symboliste.
Approfondissant cette esthétique, il se détourne du symbolisme pour fonder en 1892 l'École romane, qui veut rompre avec l’hermétisme et opposer à l'obscurité et aux brumes du nord la lumière du monde gréco-latin, provoquant un vif débat au sein de la revue L'Ermitage, entre autres. Mais tout comme il s'était rapidement détourné du symbolisme après l'avoir créé, Moréas délaisse le romanisme pour le néo-classicisme. Son recueil le plus célèbre, Stances (1899), illustre cette nouvelle ambition avec plus de bonheur que les œuvres antérieures, dans une langue d'une pureté classique qui rappelle André Chénier. Onze stances seront mises en musique par Reynaldo Hahn dans son recueil Les Feuilles blessées, édité chez Heugel en 1907.
Il est naturalisé français par un décret paru le 1er février 1910 (décret n° 4337, Bulletin des lois n° 28).
Alors domicilié au 129 avenue d'Orléans à Paris 14e, il meurt le 30 mars 1910 au 64 chaussée de l'Etang à Saint-Mandé. Son ami Emile Meyerson est l'un des deux témoins qui signent son acte de décès.
Il est symboliquement inhumé au cimetière du Père-Lachaise (89e division), Moréas ayant désiré être incinéré.
Présent à la cérémonie de crémation, Paul Valéry aurait eu ce mot d'adieu, très « fin-de-siècle » : « Quelle belle fin ! Il s'en va comme un cigare… ».

## Distinctions

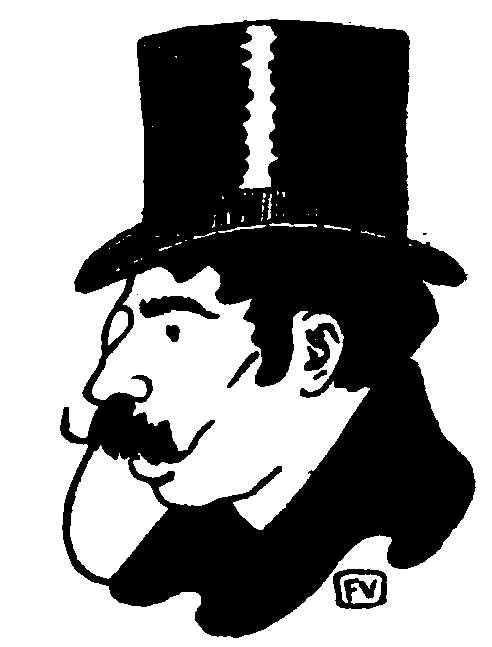
Jean Moréas par Félix Vallotton.

- Officier de la Légion d'honneur[6]

## Publications

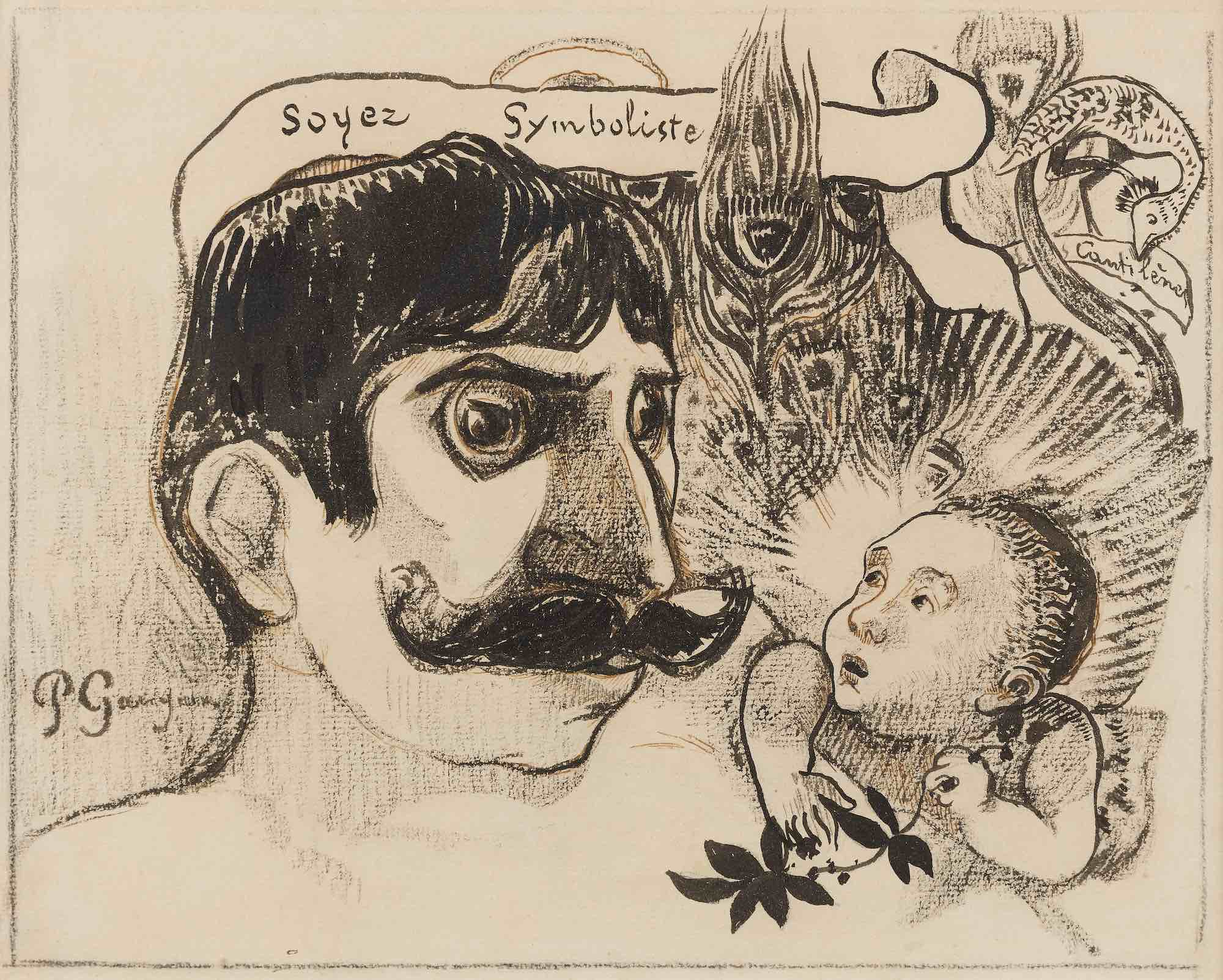
Paul Gauguin, Soyez Symboliste. Portrait de Jean Moréas, 1890-1891.

- Les Syrtes (1884), Nouvelle édition: L. Vanier (Paris), 1892, 1 vol., 98 p., in-12, lire en ligne sur Gallica
- Les Cantilènes, L. Vanier (Paris), 1886, 1 vol., in-16, lire en ligne sur Gallica
- « Le Symbolisme », in: Le Figaro, samedi 18 septembre 1886, Supplément littéraire, p. 1-2
- Les premières armes du symbolisme, L. Vanier (Paris), 1889, lire en ligne sur Gallica
- Le Pèlerin passionné, L. Vanier (Paris), 1891, 1 vol., 129 p., in-12, lire en ligne sur Gallica
- Eriphyle, poème, suivi de quatre sylves, Bibliothèque artistique & littéraire, Paris, 1894, 45 p., in-8°
- Les Stances, Livres I et II [portrait par Antonio de La Gandara (1861-1917)], Éditions de La Plume (Paris), 1899, 40 f., in-4°, lire en ligne sur Gallica.
- Poésies (1886-1896), Bibliothèque artistique et littéraire (Paris), 1898, 1 vol., 239 p., in-16, lire en ligne sur Gallica
- Les Stances, Livres III, IV, V et VI, Éditions de La Plume (Paris), 1901, in-8° carré.
- Le Voyage de Grèce, Éditions de la Plume (Paris), 1902, lire en ligne sur Gallica.
- Iphigénie, [tragédie en cinq actes], Mercure de France (Paris), 1904
- Paysages et sentiments, E. Sansot (Paris), 1906, 1 vol., 106 p., in-16, lire en ligne sur Gallica
- Poèmes et sylves, 1886-1896, Mercure de France (Paris), 1907, 1 vol., 238 p., in-18, lire en ligne sur Gallica
- Premières poésies, 1883-1886, Mercure de France (Paris), 1907, 1 vol., 237 p., in-18, lire en ligne sur Gallica
- Esquisses et souvenirs, Société du "Mercure de France" (Paris), 1908, lire en ligne sur Gallica
- Contes de la Vieille France, Mercure de France (Paris), 1910
- Variations sur la vie et les livres, Mercure de France (Paris), 1910, 1 vol., 316 p., 19 cm, lire en ligne sur Gallica
- En rêvant sur un album de dessins, Mercure de France (Paris), 1911, 190 p.
- Réflexions sur quelques poètes, [publié par Raymond de La Tailhède et H. D.], Mercure de France (Paris), 1912,lire en ligne sur Gallica
- Le septième livre des Stances - Poèmes inédits de feu Jean Moréas, François Bernouard (Paris), [portrait inédit par Antoine Ouvré], 1920.
- Trois nouveaux contes de la vieille France Emile-Paul (Paris), 1921

En collaboration
- avec Paul Adam : Les demoiselles Goubert : mœurs de Paris, Tresse et Stock (Paris), 1886, 1 vol., 216 p., in-18, lire en ligne sur Gallica
- avec Paul Adam :Le thé chez Miranda, Tresse et Stock (Paris), 1886, 1 vol., 214 p., in-16, lire en ligne sur Gallica
- Le Symboliste (Paris), [journal hebdomadaire paraissant le jeudi] , rédacteur en chef: Jean Moréas ; secrétaire: Paul Adam, directeur : Gustave Kahn (1859-1936), M. Soirat (Paris), 1886, lire en ligne sur Gallica

## Poèmes mis en musique
- Reynaldo Hahn, Les Feuilles blessée (1907), cycle de onze mélodies sur des poèmes de Jean Moréas
- Francis Poulenc, Airs chantés (1927-28), quatre mélodies sur des poèmes de Jean Moréas
- Adrien Tsilogiannis, Trois airs de Jean Moréas pour voix et 6 instruments (2022), sur des poèmes (tirés de "Autant en emporte le vent", 1886-1887) de Jean Moréas
- Henriëtte Bosmans, La Comtesse Esmérée (1950)

## Hommages et prix Jean-Moréas

### Hommages

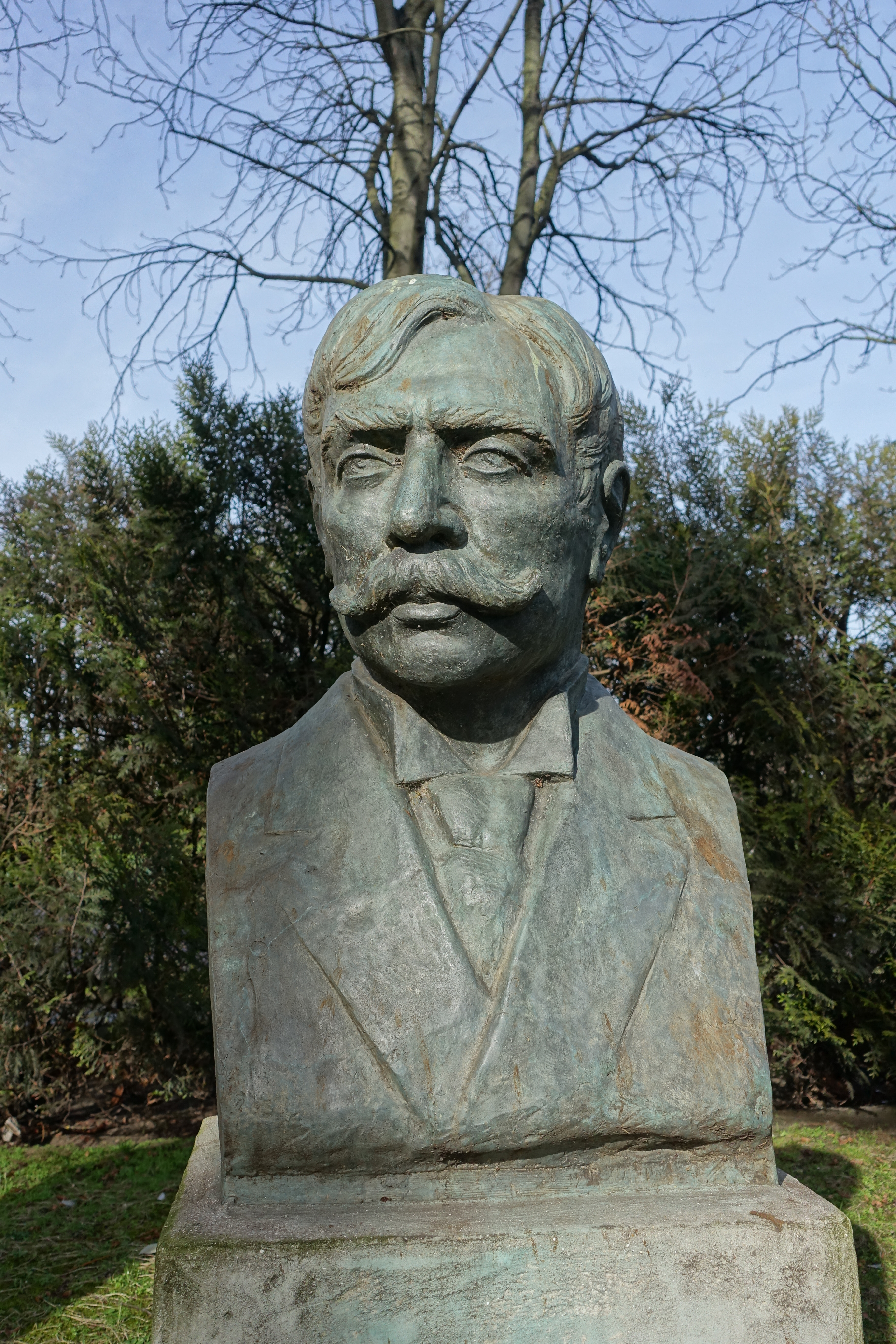
Buste de Jean Moréas au Jardin des Poètes, dans le 16e arrondissement de Paris.

- Buste dans le jardin Zappeion (Athènes)
- Buste dans le jardin des Poètes (Paris)
- La rue Jean Moréas lui rend hommage à Paris 17e depuis 1926 sur l'emplacement du bastion no 48 de l'enceinte de Thiers.
- Buste à Patras (Grèce), à la sortie de la gare.

### Prix Jean-Moréas
Le prix Jean-Moréas a été attribué pour la première fois le 21 décembre 1927 au Café de Cluny. Le lauréat était Guy-Charles Cros. On pourra lire les détails des circonstances de l'attribution dans le Journal littéraire de Paul Léautaud au 22 décembre 1927.